# Substitution radicalaire
La substitution radicalaire (SR) est un type de réaction de substitution dans lequel l'intermédiaire réactionnel est un radical. 
Ce type de réaction ne peut se produire que lorsque des espèces radicales sont formées, c'est-à-dire une réaction en présence de lumière ultraviolette (UV) qui provoque le clivage homolytique de molécules normales, ou en présence d'une espèce formant spontanément des radicaux, comme un peroxyde.

## Mécanisme
Comme la plupart des réactions radicalaires, cette réaction se déroule selon un mécanisme en chaîne, en trois étapes :
- amorçage : création de radicaux, à partir d'un précurseur non-radicalaire ;
- propagation : le radical réagit avec un composé non-radicalaire pour former une nouvelle espèce radicale ;
- terminaison : deux radicaux réagissent ensemble pour créer une espèce non-radicalaire.

On prend pour exemple de ce mécanisme la substitution radicalaire d'un composé de type alcane, R-H, par une espèce halogénée X2 pour former le dérivé halogéné R-X : 
{\displaystyle \mathrm {R{-}H+X_{2}\longrightarrow R{-}X+H{-}X} }.

### Amorçage
Pour amorcer la réaction, il faut la formation d'une espèce radicalaire réactive X•  à partir de X2. Cette réaction s'effectue pour les dérivés halogénés par voie photochimique (irradiation UV en règle générale), provoquant le clivage homolytique de la molécule X2 formant deux radicaux :
{\displaystyle \mathrm {X_{2}{\xrightarrow {UV}}2\ X{\cdot }} }
À température ambiante, la réaction de clivage du difluor est rapide et violente et la réaction globale est totale. Le dibrome et le dichlore réagissent sans problème, dès que le mélange réactionnel est exposé. Le diiode lui ne réagit pas à température ambiante.
Dans certains cas, il est également possible d'utiliser une espèce qui forme spontanément des radicaux, typiquement un peroxyde.
{\displaystyle \mathrm {ROOR\longrightarrow 2\ RO{\cdot }} }
Cette méthode nécessite une seconde étape, dite de transfert, qui crée le radical réactif dont on a besoin à partir du radical formé spontanément.
{\displaystyle \mathrm {Y_{2}+RO{\cdot }\longrightarrow \ RO-Y+Y{\cdot }} }

### Propagation
Par la suite, le radical halogène (X.) réagit avec l'alcane (R–H) pour former l'halogénure d'hydrogène (H-X) et le radical alkyle (R.) :
{\displaystyle \mathrm {X{\cdot }+R{-}H\longrightarrow X{-}H+R{\cdot }} }
Le radical alkyle réagit ensuite avec une molécule de dihalogène dont il provoque le clivage, et forme le dérivé halogéné et un nouveau radical halogéné, permettant la poursuite de la réaction en chaîne :
{\displaystyle \mathrm {R{\cdot }+X_{2}\longrightarrow R{-}X+X{\cdot }} }

### Terminaison
La réaction se termine par la réaction entre deux radicaux formant une liaison covalente, provoquant la disparition des radicaux et la création de sous-produits :
{\displaystyle \mathrm {R{\cdot }+X{\cdot }\longrightarrow R{-}X} }
{\displaystyle \mathrm {2\ R{\cdot }\longrightarrow R{-}R} }
{\displaystyle \mathrm {2\ X{\cdot }\longrightarrow X_{2}} }

## Exemples
Réaction basiques :
| Équation de réaction                                                            | Nom de la réaction et réactifs |
| ------------------------------------------------------------------------------- | --- |
| {\displaystyle \mathrm {R{-}H+X{-}X\longrightarrow R{-}X+H{-}X} }               | Halogénation radicalaire avec X=F, Cl, Br |
| {\displaystyle \mathrm {R{-}H+Cl{-}Z\longrightarrow R{-}Cl+H{-}Z} }             | Chloration avec la N-chloramine, le N-chlorosuccinimide, le chlorure de sulfuryle, le pentachlorure de phosphore, le phosgène, l'hypochlorite de tert-butyle, le tétrachlorométhane |
| {\displaystyle \mathrm {R{-}H+Br{-}Z\longrightarrow R{-}Br+H{-}Z} }             | Bromation avec le N-bromosuccinimide, l'hypobromite de tert-butyle, le bromotrichlorométhane                                                                                        |
| {\displaystyle \mathrm {R{-}H+\cdot O{-}O\cdot \longrightarrow R{-}O{-}O{-}H} } | Peroxydation (et autoxydation) avec le diradical du dioxygène |
| {\displaystyle \mathrm {R{-}H+SO_{2}+Cl_{2}\longrightarrow R{-}SO_{2}Cl+HCl} }  | Sulfochloration |
| {\displaystyle \mathrm {R{-}H+2\ SO_{2}+O_{2}\longrightarrow 2\ R{-}SO_{3}H} }  | Sulfoxydation |
| {\displaystyle \mathrm {R{-}H+NO_{2}{-}Z\longrightarrow R{-}NO_{2}+H{-}Z} }     | Nitration ; Z = –OH, –NO2 |
| {\displaystyle \mathrm {R{-}Y+H-MRa\longrightarrow R{-}H+Y{-}MRa} }             | Réduction d'un dérivé halogéné, d'un ester sulfonique ou d'un ester carboxylique dithiolé par un trialkylétain ou un silane ; Y = –Halogène, –OSO2R′, -OCS2R′ ; M = Sn, Si          |

## Régiosélectivité et vitesse de réaction
Plus un radical est stable, plus sa durée de vie est longue et donc plus il a de chances de réagir. Les règles de stabilité des radicaux sont analogues à celles des carbocations : plus il est substitué, plus il est stable. Ainsi, un radical primaire sera moins stable qu'un radical secondaire qui sera moins stable qu'un radical tertiaire. L'effet mésomère peut aussi jouer un rôle en stabilisant un radical. Dans le même temps, la réactivité dépend aussi de la probabilité de la formation du carboradical donc de la probabilité de l'élimination de l'atome d'hydrogène qui peut être mesurée par son enthalpie de dissociation.
En général, la sélectivité de la réaction augmente lorsque la réactivité diminue. Ainsi, par exemple, la bromation radicalaire est plus sélective que la chloration radicalaire.

## Autres types de réactions radicalaires
- Addition radicalaire
- Polymérisation radicalaire